# Chlorid thulitý
Chlorid thulitý je anorganická sloučenina s chemickým vzorcem TmCl3.

## Příprava
Chlorid thulitý lze připravit reakcí oxidu thulitého nebo uhličitanu thulitého s chloridem amonným:
Tm2O3 + 6 NH4Cl → 2 TmCl3 + 6 NH3 + 2 H2O
Heptahydrát chloridu thulitého lze připravit reakcí oxidu thulitého s koncentrovanou kyselinou chlorovodíkovou:
2 Tm + 6 HCl → 2 TmCl3 + 3 H2
Chlorid thulitý lze také připravit přímo z prvků:
2 Tm + 3 Cl2 → 2 TmCl3

## Vlastnosti
Chlorid thulitý tvoří světle žlutý prášek rozpustný ve vodě. Jeho hexahydrát je světle zelená hygroskopická pevná látka rozpustná ve vodě. Krystalizuje v monoklonické soustavě, typu chloridu hlinitého, s prostorovou grupou C2/m (číslo 12).
Chlorid thulitý reaguje se silnými zásadami za vzniku oxidu thulitého.